# 胸パッド

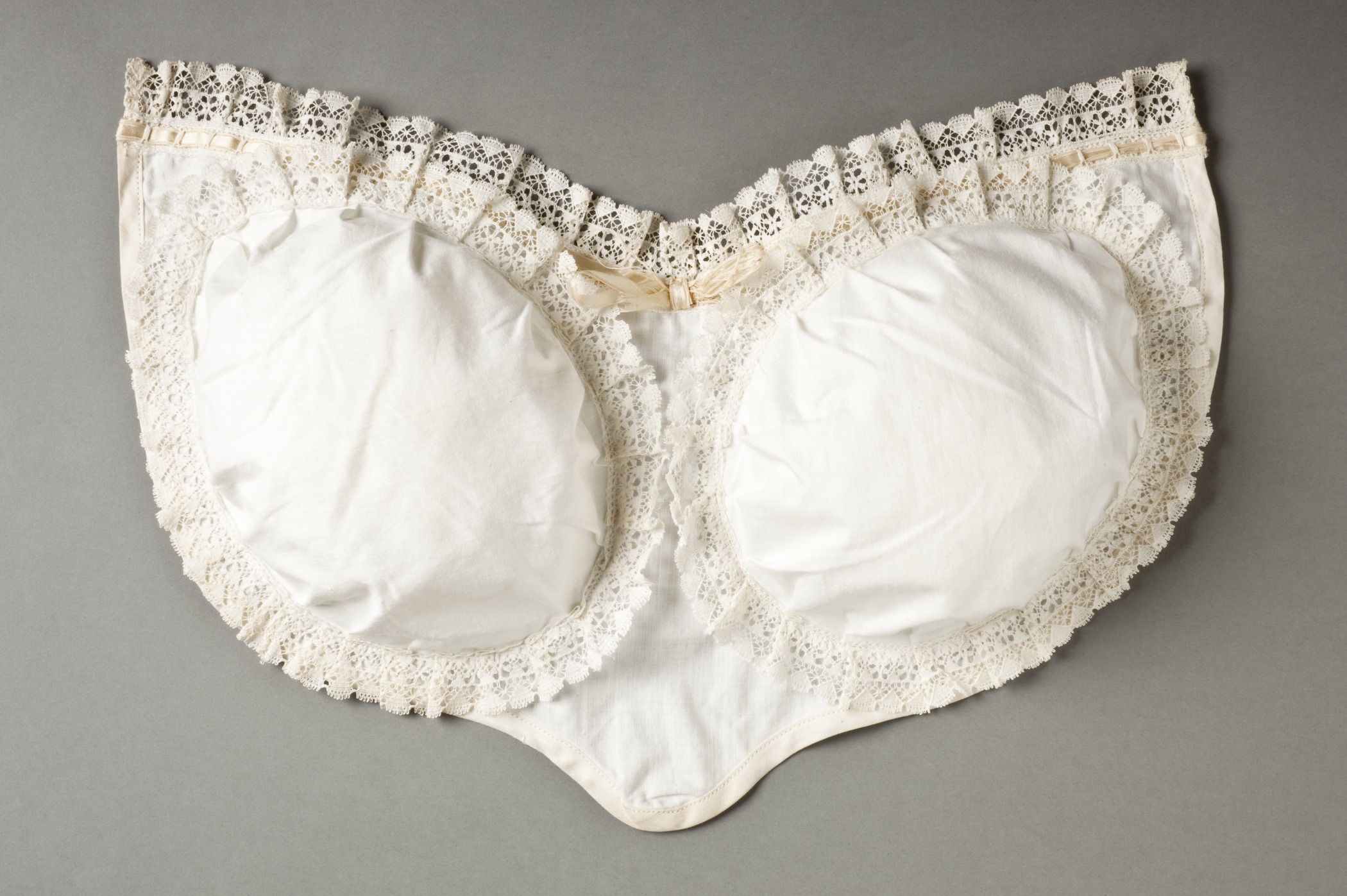
1900年ごろのイングランドの胸パッド

胸パッド（むねパッド）とは、胸部に当てる下着のアクセサリ。自分の胸を大きく見せるなど、体型を補正して見せるために、おもに女性により使用される。また乳がんで乳房を失った女性が使用する乳房を模した人工乳房パッドなどもこの類型に含まれる。なお、和装の場合に着崩れしないよう胸部に使われるものもある。
また、母乳パッドと呼ばれる、授乳期の女性が母乳により衣服が汚れることを防ぐために使用する吸水性をもったパッドもある。これにはシート状の使い捨てタイプのものと、コットンなどでできた洗い替えタイプのものとがある。乳首痛の防止のためには、授乳のたびに交換することが推奨される。